# Слободан Ковач
Слободан Ковач (нар. 13 вересня 1967, Велико-Градиште) — сербський волейбольний тренер, колишній волейболіст, тренував, зокрема, італійський клуб «Перуджа», польський ВК «Скра» (Белхатів).

## Життєпис
Народився 13 вересня 1967 року в м. Велико-Градиште.
Грав, зокрема, за клуби «Колубара» (Лазареваць, 1985—1988), «Воєводина» (Новий Сад, 1988—1992), «Аріс» (Салоніки, 1993—1994), «Лубе Банка Марке» (Мачерата, 1995—1999), «Борґоканале» (Таранто, 1999—2002), «Палаволо Аньйоне» (2002—2003), «Аяччо Воллей-Болл» (2003—2004), «Урмія» (Іран, 2004—2005).
Очолював сербський клуб «Раднички» (Крагуєваць), італійський ВК «Sir Safety Umbria Volley» (Перуджа), турецький «Галкбанк», польський «Ястшембський Венґель».
Влітку 2021 очолив польський клуб «Скра» (Белхатів).
Слободан Ковач замінив Николу Ґрбича на посаді головного тренера чоловічої збірної Сербії: останнього звільнили після того, коли національна команда не змогла здобути путівку на Олімпіаду 2020 у Токіо.
Після відставки Вітала Гейнена з поста наставника чоловічої збірної Польщі місцева федерація оголосила прийом заявок на вакантну посаду. На думку журналістів видання «Sport.pl» їх точно подали аргентинець Марсело Мендес, серб Нікола Ґрбич («Перуджа») та італійці Лоренцо Бернарді («П'яченца») й Андреа Ґардіні. TVP Sport повідомив, что ще одним кандидатом є Слободан Ковач, а «Sportowe Fakty» припускають, что шостим є Андреа Джані («Модена Воллей»).

### Досягнення
Гравець
- Олімпійський чемпіон 2000
- чемпіон світу 2001[8]

Тренер
- Чемпіон Сербії: 2009, 2010
- Чемпіон Туреччини: 2017, 2018
- Чемпіон Європи 2019 (у чвертьфіналі його збірна Сербії перемогла збірну України 3:2[9])